# Yarda cuadrada
Una yarda cuadrada es una unidad anglosajona de superficie de una yarda de lado.

## Equivalencias
1 yarda cuadrada equivale a:
- 1.296 pulgadas cuadradas
- 9 pies cuadrados
- 0,03305785123966942 rods cuadrados
- 0,00082644628099172 roods
- 0,00020661157024793 acres

- 8.361,2736 cm² (83,612736 dm²).